# ناصر رزازي
ناصر رزازي (بالفارسية: ناصر رزازی) (21 يوليو 195 -) هو فنان ومغني كردي ولد في بلدة سنه وبدأ من هناك رحلته الغنائية. كان في إيران عند حدوث انقلاب للحكم الإيراني بعدها هاجر إلى أوروبا وبدأ مسيرته الفنية من جديد حيث اصدر عدة البومات غنائية، بعد انهيار النظام البعثي في العراق وسقوط الرئيس صدام حسين من الحكم رجع إلى كردستان العراق.
اشتهر الفنان ناصر رزازي باغنيته الشهيرة به رزى به رزى الذي لاقى نجاحا كبيرا في الاوساط الكردية.

## حياته
تزوج في عام 1978 من الفنانة والمغنية المشهورة مرزية فريقي وانجب منها ثلاثة أولاد کاردو، ماردین ودلنیا. توفيت زوجته مرزية فريقي في يوم 18/9/2005 م في ستوكهولم عاصمة السويد إثر تعرّضها لنزيفٍ دمويّ في الدّماغ وتزوج بعدها الفنان ناصر رزازي من فتاة إيرانية.
ابنته دلنيا أيضا توجهت إلى المجال الفني.